# Soul of a Thief
Soul of a Thief è un cortometraggio muto del 1913 diretto e interpretato da William J. Bauman.

## Produzione
Il film fu prodotto dall'American Film Manufacturing Company (con il nome Flying A).

## Distribuzione
Distribuito dalla Mutual Film, il film - un cortometraggio in due bobine - uscì nelle sale cinematografiche USA il 16 giugno 1913.